# Karel Dujardin
Karel Dujardin (Karel du Jardin) (født 27. september 1626, død 20. november 1678) var en hollandsk maler og raderer. Han var højt respekteret af sine samtidige for sin sans for detaljer, sikre pensel og elegante maleteknik.
Dujardins talent omfattede flere genrer. Han var især kendt for sine italieniserende hyrdelandskaber, hollandske gårdspladser, spektakulære historiske værker, kobberstik og elegante portrætter. Han valgte ofte for sin tid atypiske emner til sine værker.
Dujardin var en berejst herre. Han har været i England, Portugal, Spanien, Marokko og Algier og har boet i Lyon, Paris og Rom.

## Værker
- Rast ved et italiensk gæstehus, ca. 1650
- Kvinde der malker en rød ko, 1650-59
- Æsler, 1652
- Slagmarken, 1652
- Sydligt landskab med en ung hyrde og en hund, ca. 1660-65
- Dreng, der blæser sæbebobler. Allegori på forgængeligheden, 1663
- Paulus healer krøblingen ved Lystra, 1663
- Ledelsen af kvindefængslet og Nieuwe Werkhuis, Amsterdam, 1669
- Portræt af en mand - Jacob de Graeff? 1670